# 瑞穂ハイランド
瑞穂ハイランド（みずほハイランド）は、島根県邑智郡邑南町のスキー場である。

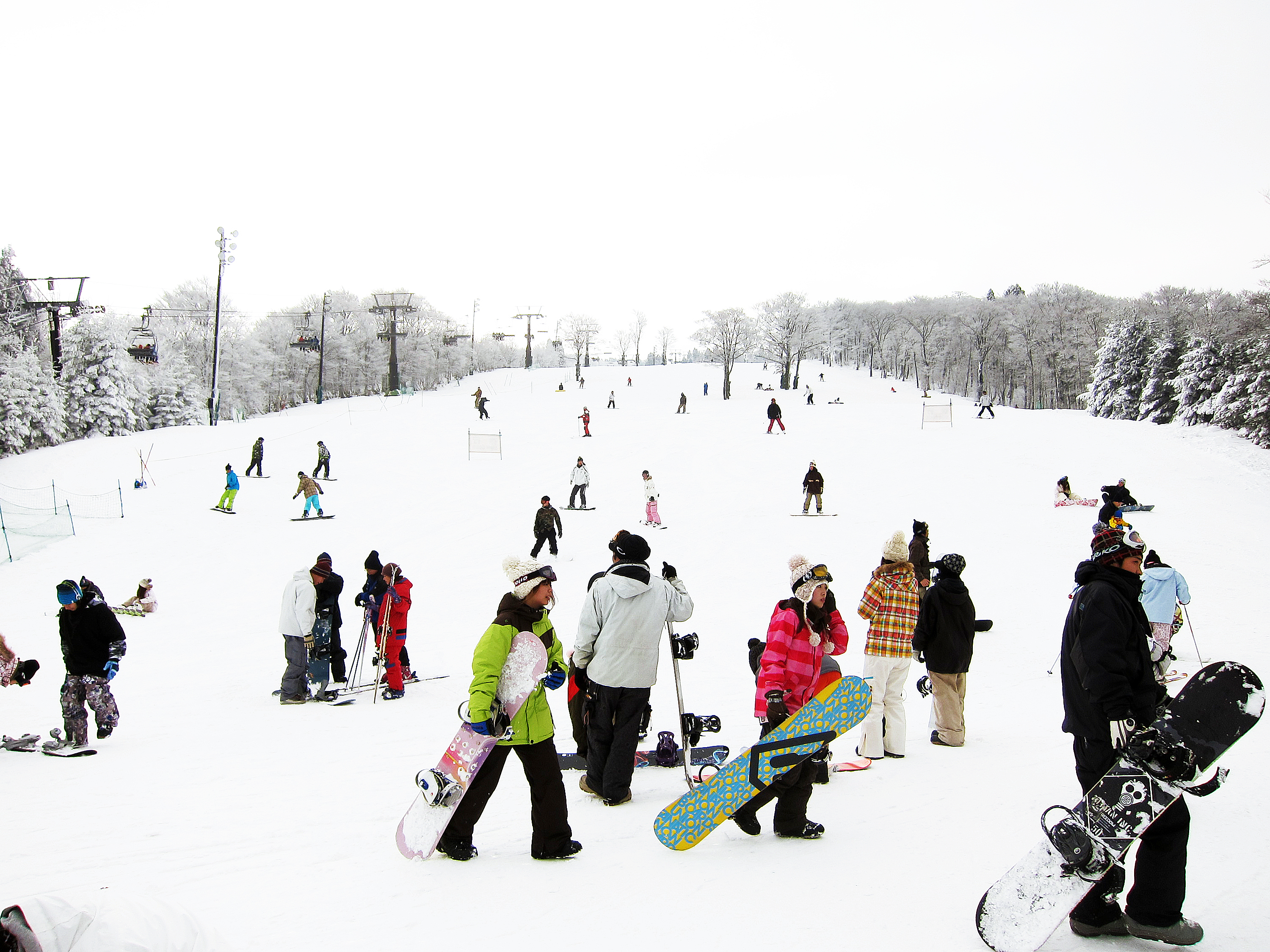
ゲレンデ

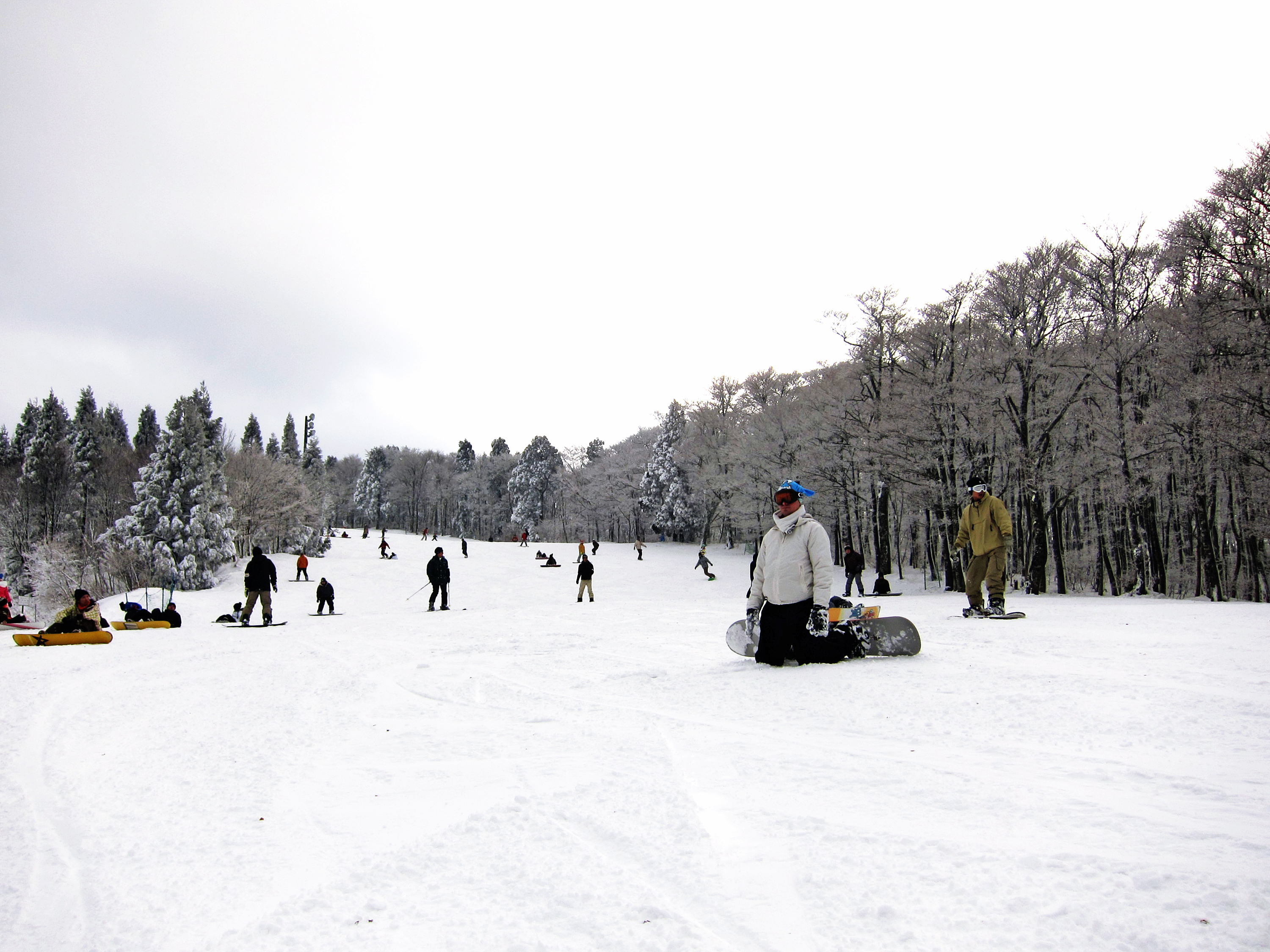
ゲレンデ

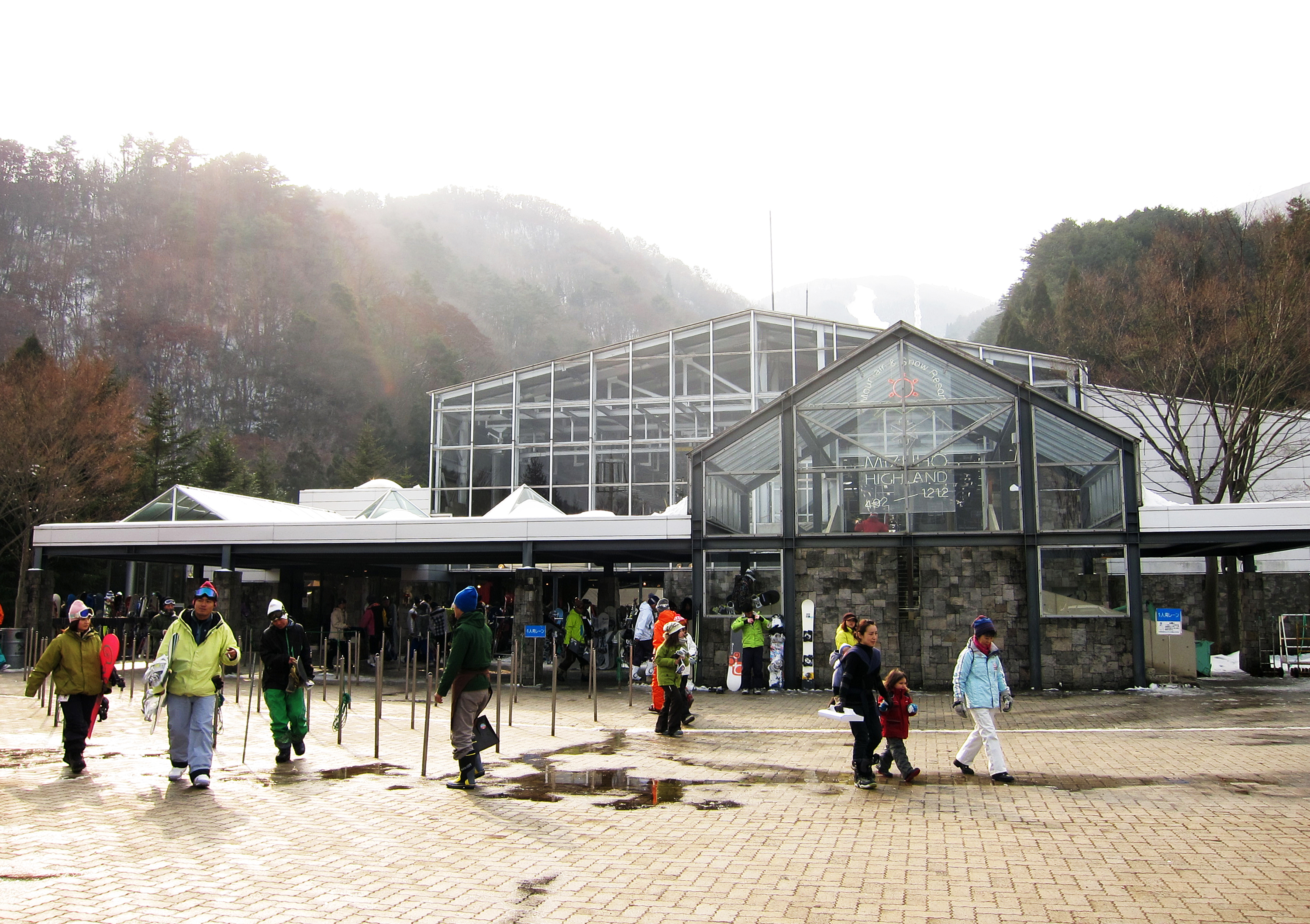
センターハウス

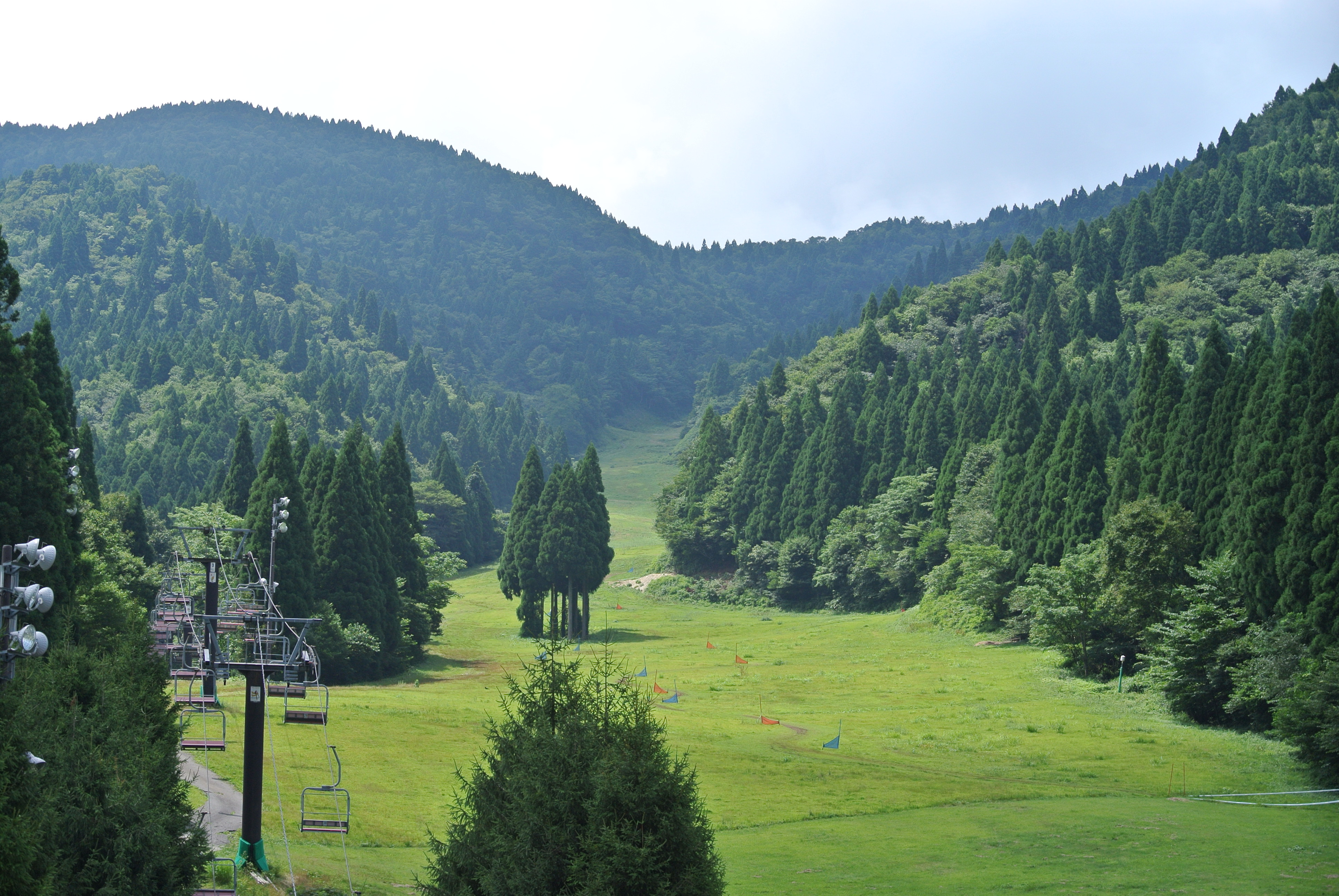
夏の瑞穂ハイランド

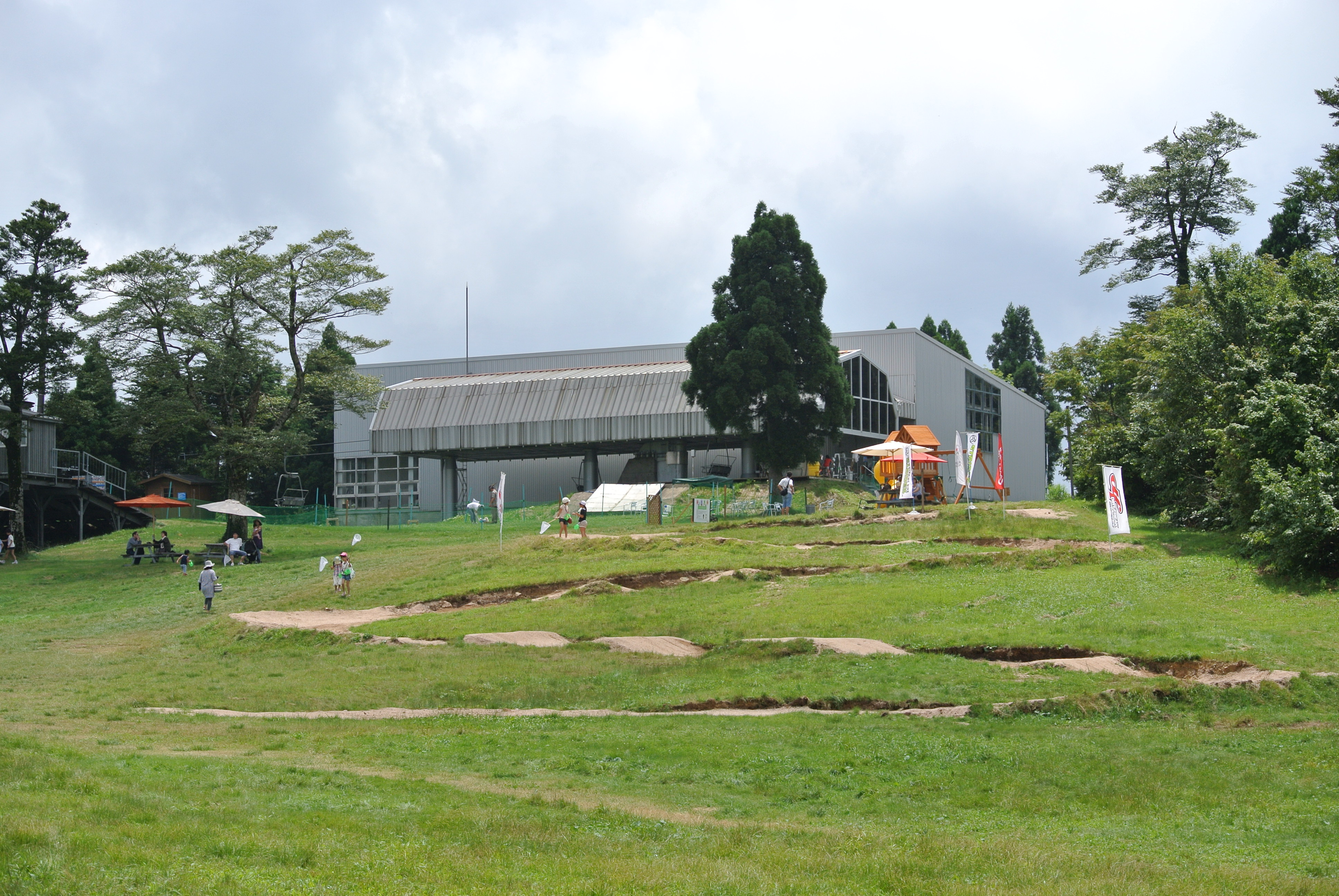
夏の瑞穂ハイランド

## 概要
西日本でも有数の広さと雪質を誇る。中国地方や九州からの来場者が多い。エリアはハイランドサイドとバレーサイドの2つに分かれる。以前の経営母体が経営不振に陥ったため、2007年10月に瑞穂リゾートが経営を引き継いだ。その後はバークリープロパティ株式会社が施設を所有し、瑞穂リゾート株式会社が運営していた。
広島県をはじめ西日本各地から来場者を集め、2014年7月期には年収入高約9億5100万円を計上していた。しかし、その後は暖冬の影響による雪不足などで営業日数、来場者数の減少が続き、2018年7月期の年収入高は約6億7600万円にまでダウン、2期連続の最終赤字を計上していた。その後も記録的な暖冬による雪不足は解消されず、厳しい運営が続くなか、2019新型コロナウイルス感染症の拡大の影響も加わって来場者が大幅に減少し、2019年シーズンは3月22日に営業を終了していた。
2020年3月31日に、瑞穂ハイランド、バークリープロパティ、関連会社である瑞穂商事が事業を停止し、事後処理を弁護士に一任。瑞穂ハイランド、バークリープロパティ、瑞穂商事の3社は、同年4月22日に東京地方裁判所から破産手続開始決定を受けた。旧瑞穂ハイランドの運営会社の破産管財人は瑞穂ハイランドの営業再開に向けてスキー場関連施設を維持管理しながら後継企業を探していた。2021年4月には瑞穂ハイランド支援協議会が発足し協議会が破産管財人の活動に様々な支援をしていくことになった。
2021年7月、広島市に本社を置くアオイテクノサービス株式会社が運営を引き継ぐことが発表された。

## コース
2021年のリニューアル以降、通常ハイランドサイドのみ営業していたが、バレーサイド側のコースについても活用が進められている。またオフシーズンでは2人乗りのバギーでコースを登るイベントやフィンランド式サウナ、山菜取りなどのイベントが開催される。
1 ハイランドサイド
- ビーチ（初級）
- スカイライン（中級）
- ナスター（初級）
- ラビット（上級）
- チェスナット（中級）

3 バレーサイド
- ビッグモーニング（中級）
- リトルモーニング（初級）
- クレージーベア（上級）
- ディア（上級）
- チェリートゥリー（上級）
- タタミ（中級）
- リトルタタミ（初級）
- ゼルコバ（上級）
- 裏クレージーベア（ツリーラン）
- 裏ゼルコバ（ツリーラン）

## リフト
- ゴンドラリフト　(2064m)
- No.1リフト（高速クワッドリフト, 900m）
- No.2リフト（クワッドリフト, 800m）
- No.3リフト（高速クワッドリフト, 1500m）
- No.4リフト（トリプルリフト, 400m）
- No.5リフト（ペアリフト, 580m）
- No.6リフト（高速クワッドリフト, 1000m）

## アクセス
- 浜田自動車道 瑞穂インターチェンジから約5分
- 広島駅から車で約70分